# Illinichernes distinctus
Espèce
Illinichernes distinctus est une espèce de pseudoscorpions de la famille des Chernetidae.

## Distribution
Cette espèce se rencontre aux États-Unis et au Mexique.

## Description
Les mâles mesurent de 1,7 à 1,85 mm et les femelles de 1,95 à 2,05 mm.

## Publication originale
- Hoff, 1949 : The pseudoscorpions of Illinois. Bulletin of the Illinois Natural History Survey, vol. 24, p. 407-498 (texte intégral).